# Журавлі (Свічинський район)
Журавлі́ (рос. Журавли) — присілок у складі Свічинського району Кіровської області, Росія. Входить до складу Свічинського сільського поселення.
Населення становить 9 осіб (2010, 13 у 2002).
Національний склад станом на 2002 рік — росіяни 77 %.